# Benalúa de las Villas
Benalúa de las Villas ist eine Gemeinde in der Provinz Granada im Südosten Spaniens mit 1.021 Einwohnern (Stand: 2024). Die Gemeinde liegt in der Comarca Los Montes. 

## Geografie
Die Gemeinde liegt im Norden der Provinz und grenzt an Colomera, Iznalloz und Montillana. 

## Geschichte
In der Fundstätte Cerro del Cántaro wurden eine Mauer aus der Bronzezeit und Keramik gefunden. Bei landwirtschaftlichen Arbeiten wurden Hinweise auf eine römische Villa aus der hohen Kaiserzeit und eine westgotische Nekropole entdeckt. Der Ort wurde 1486 von den Christen erobert und fiel danach an lokale Feudalherrscher.